# Jagdstaffel 53

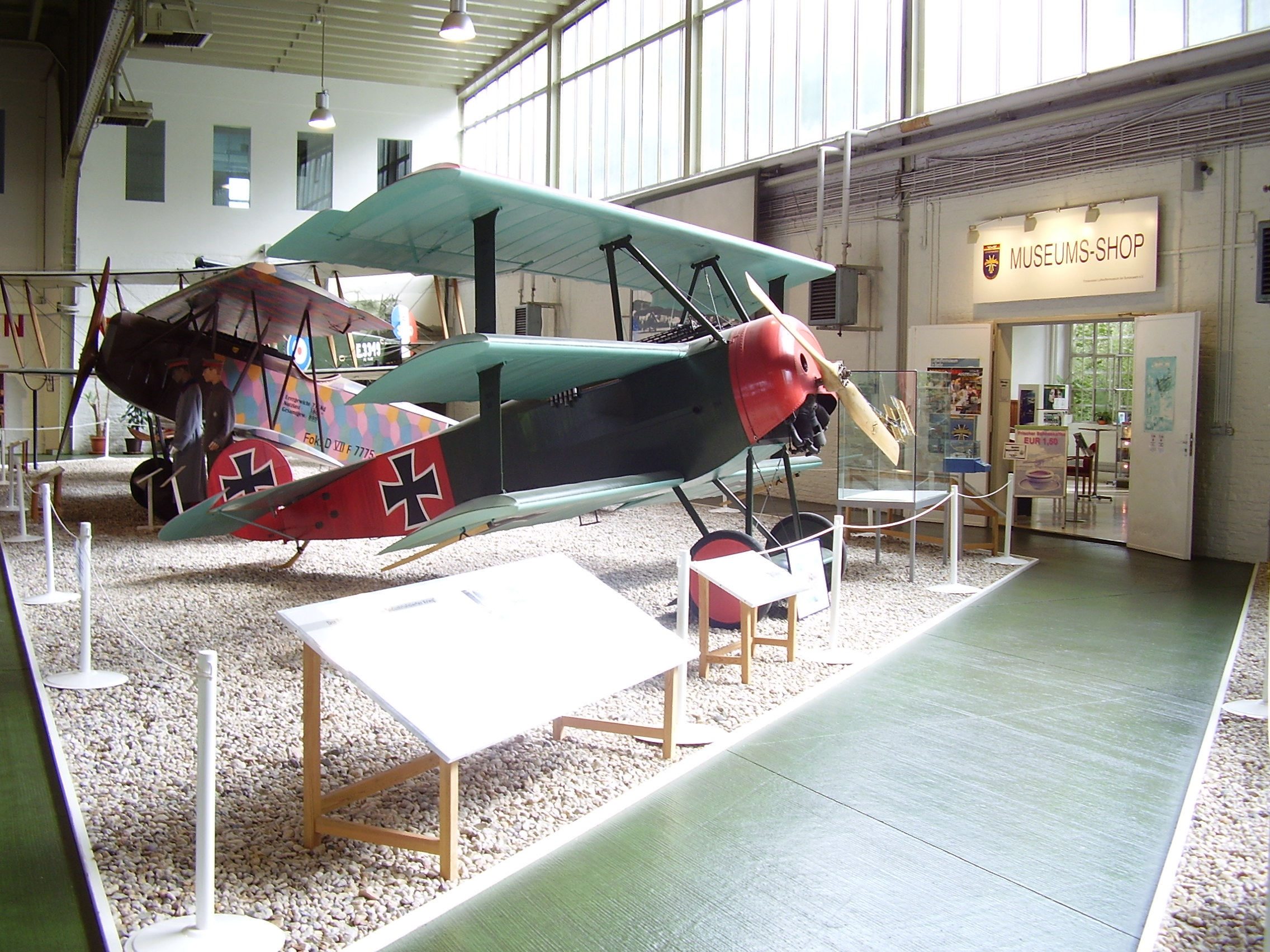
Fokker D.VII oraz Fokker Dr.I w Muzeum Lotnictwa w Berlinie

Jagdstaffel 53 – Königlich Preußische Jagdstaffel Nr. 53 – Jasta 53 jednostka lotnictwa niemieckiego Luftstreitkräfte z okresu I wojny światowej.

## Informacje ogólne
Jednostka została utworzona 27 grudnia 1917 roku we Fliegerersatz Abteilung Nr. 9 w Darmstadt.
Pierwszym dowódcą eskadry został ppor. Theodor Quandt z Jagdstaffel 36. Zdolność operacyjną osiągnęła 9 stycznia 1918 roku, a następnego dnia została skierowana pod dowództwo 3 Armii i ulokowana na lotnisku polowym w Attigny. Do działań zbrojnych została skierowana 10 marca z nowego lotniska Mont d’Origny pod dowództwem 18 Armii. Pierwsze zwycięstwo odniosła 22 marca 1918 roku. W szeregach 18 Armii pozostawała do 15 lipca 1918 roku. Potem przeniesiona pod dowództwo 3 Armii na lotnisko Mars-sous-Bourcq i została przydzielona do Jagdgruppe 11.
Eskadra walczyła między innymi na samolotach Albatros D.V, Pfalz D.III, Fokker Dr.I i Fokker D.VII.
Jasta 53 w całym okresie wojny odniosła ponad 20 zwycięstw nad samolotami nieprzyjaciela. W okresie od grudnia 1917 do listopada 1918 roku jej straty wynosiły 1 ranny, 4 w niewoli, jeden zabity w wypadku lotniczym..
Łącznie przez jej personel przeszło 3 asów myśliwskich:
Friedrich Poeschke (8), Robert Hildebrandt (1), Theodor Quandt.

## Dowódcy Eskadry
| Stopień   | Nazwisko           | Okres                   |
| --------- | ------------------ | ----------------------- |
| Porucznik | Theodor Quandt     | 27.12.1917 – 23.08.1918 |
| Porucznik | Robert Hildebrandt | 23.08.1918 – 11.11.1918 |